# داستان اسکندر

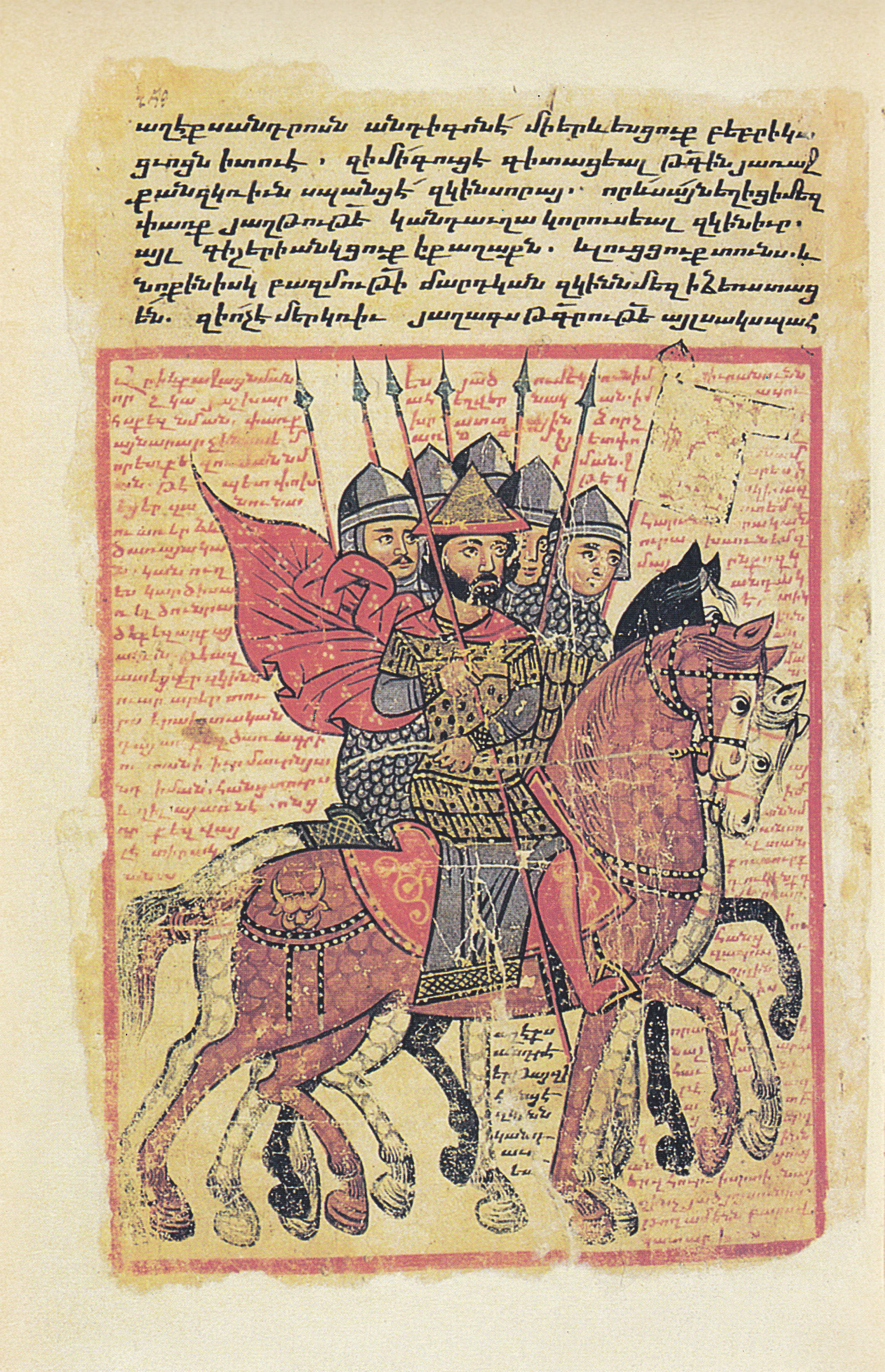
دست‌نوشتهٔ ارمنی، سدهٔ چهاردهم

داستان اسکندر یا رمانس اسکندر روایتی از زندگی و کشورگشایی‌های اسکندر مقدونی است. هرچند این داستان، حول محوری تاریخی ساخته شده‌است، اما تا اندازهٔ بسیاری، تخیلی است. این کتاب به‌طور گسترده‌ای رونوشت و ترجمه شد و افسانه‌های گوناگون و عناصر خارق‌العادهٔ منسوب به اسکندر را در مراحل مختلف به دست آورد. نسخه اصلی که به زبان یونانی باستان بوده مدتی پیش از سال ۳۳۸ پس از میلاد نوشته شده‌است؛ یعنی مقارن با همان زمانی که ترجمه لاتین آن هم انجام شد، هرچند تاریخِ دقیقِ تدوینِ ترجمه مشخص نیست. چندین نسخه خطی متأخرِ این اثر را به کالیستنس، مورخِ درباری اسکندر نسبت می‌دهند (معروف به «نسخهٔ شِبهِ‌کالیستنس») اما کالیستنس پیش از اسکندر درگذشت و بنابراین نمی‌توانسته شرح کاملی از زندگی او بنویسد.
بین قرن چهارم و شانزدهم، رمانس اسکندر به زبان‌های قبطی، گئز، یونانی بیزانسی، عربی، فارسی، ارمنی، سریانی، عبری و بیشتر زبان‌های محلی اروپای قرون وسطی ترجمه شد. این رمانس در سال ۱۳۸۸ به صورت شعر درآمد. به دلیل تنوع زیاد آثار متمایزِ برگرفته از این رمان اصلی گاهی به عنوان یک ژانر ادبی و نه یک اثر واحد در نظر گرفته می‌شود.

## نسخه‌های داستان
اسکندر برای زمان خودش نیز یک افسانه بود. کالیستنس دریای کیلیکیه را پروسکونسیس‌گرِ او می‌داند. پس از مرگ اسکندر، اونسیکریتوس، مشاجره‌ای بین اسکندر و تالستریس (ملکه اسطوره‌ای آمازون‌ها) را ابداع کرد. اونیسیکریتوس حتی در روزگار خودش به دلیل نادرستی‌هایش مورد انتقاد قرارگرفت.
در طول دوران باستان متاخر و سده‌های میانه، رومانس با گسترش و تجدیدنظرهای بسیاری روبرو شد که تنوع ناشناخته‌ای را برای فرم‌های ادبی رسمی‌تر نمایاند. ترجمه‌های لاتین، ارمنی، گرجی و سریانی در اواخر باستان (قرن چهارم تا ششم) انجام شده‌اند.
نسخه‌های سریانی این کتاب به زبان‌های عربی، فارسی(اسکندرنامه)، اتیوپی، عبری، ترکی عثمانی(در قرن چهاردهم) و مغولی میانه (قرون سیزده و چهارده) ترجمه شدند. نسخه سریانی علاوه بر داشتنِ نسخهٔ منسوب به کالیستنس، شامل یک پیوستِ کوتاه است که اکنون با نام «رمانس سریانی اسکندر» شناخته می‌شود. این متن اصلیِ سریانی در شمال میان‌رودان در حدود سال‌های ۶۲۹ تا ۶۳۰ پس از میلاد، اندکی پس از شکست هراکلیوس از ایرانی‌ها نوشته شده‌است. این نسخه روایت‌گر ماجراهایی است که در قدیمی‌ترین نسخه یونانی رمانس، یافت نمی‌شود. مانند قسمتی که اسکندر دیواری در برابر یأجوج و مأجوج می‌سازد.

### نسخه‌های عربی، فارسی، ارمنی و اتیوپیایی
دو گونه ایرانی متأخر وجود دارد که عبارتند از اسکندرنامه و آیینهٔ سکندری از امیرخسرو دهلوی.
برای دیدن نسخهٔ ارمنی بنگرید به 
گفته می‌شود که نسخه اتیوپیایی، بین قرن‌های ۱۴ و ۱۶، برگرفته از نسخهٔ سریانی و ترجمه‌ای از نسخه عربیِ قرن نهم است. نسخه اتیوپیایی ماجراهایی از رمانس سریانی اسکندر را نیز روایت می‌کند.

### نسخه‌های سریانی

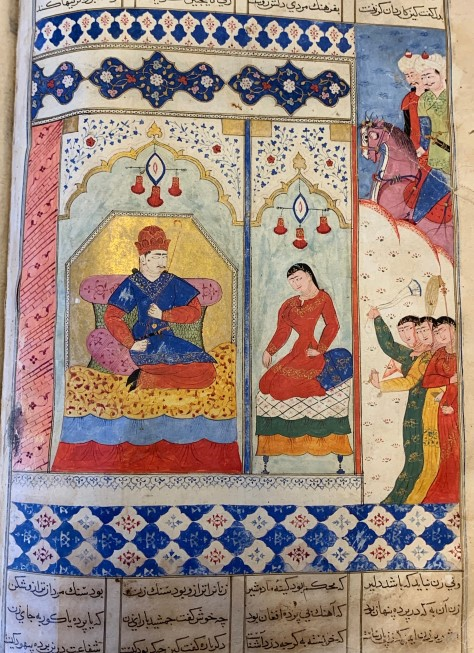
اسکندر تاج و تخت خود را با ملکه «نوشابه» شریک می‌شود. برگرفته از شرف‌نمای نظامی گنجوی و نسخه‌ای خطی متعلق به ناصرالدینِ نصرت‌شاه، سلطان بنگال (کتابخانه بریتانیا).

نسخهٔ سریانی رمانس اسکندر در پنج نسخهٔ خطی نگهداری می‌شود که قدیمی‌ترین آنها در سال ۱۷۰۷–۱۷۰۹ جمع‌آوری شده‌اند. این نسخه‌ها تا اندازهٔ بسیاری بر اساس نسخهٔ یونانی منسوب به کالیستنس هستند؛ تنها با تغییرات اندکی مانند اضافه شدن سفر اسکندر به چین.
همچنین در ادبیات سریانی، آثار مستقل دیگری وجود دارد به دست‌نوشته‌های رمانس اسکندر پیوست می‌شوند. این آثار شامل رمانس سریانی اسکندر اند که ترکیب آن معمولاً به شمال میان‌رودان در حدود ۶۲۹–۶۳۰ پس از میلاد، اندکی پس از شکست‌دادن ایرانیان توسط هراکلیوس نسبت داده می‌شوند. با این حال، برخی استدلال کرده‌اند که بازخوانی سریانی در ابتدا به شکل اولیه در اوایل قرن ششم تولید شده و در اوایل قرن هفتم در پرتو مضامین آخرالزمانی معاصرِ آن زمان به‌روز شده‌است. موضع دیگری که برخی از محققان اتخاذ کرده‌اند این است که این متن پیرامون رخدادهای بیزانسی-ساسانی در حدود سال ۶۱۴ سروده شده‌است. افسانه سریانی دارای روایت‌های دیگری است که در قدیمی‌ترین رمان‌های عاشقانه یونان یافت نمی‌شود، از جمله قسمتی که اسکندر دیواری را علیه یاجوج و ماجوج می‌سازد. شعری نیز وجود دارد بر اساس افسانه سریانی که کمی دیرتر سروده شده گ‌است. (این شعر اغلب به اشتباه به یعقوب سروقی نسبت داده می‌شود) در نهایت، یک نسخهٔ کوتاهتر از افسانه و یک زندگی‌نامهٔ کوتاه از اسکندر در این نسخه هست.
رمانس سریانی اسکندر شباهت زیادی به داستان ذوالقرنین در قرآن دارد.